# Daouda Diakité
Daouda Diakité (Ouagadougou, 30 de março de 1983) é um futebolista profissional burquinense que atua como goleiro.

## Carreira
Daouda Diakité representou o elenco da Seleção Burquinense de Futebol no Campeonato Africano das Nações de 2013.

## Títulos
Burkina Faso
- Campeonato Africano das Nações: 2013 - 2º Lugar.